# Lithophila
Lithophila es un género de plantas fanerógamas, de la familia Amaranthaceae. Su especie: Lithophila vermiculata, se distribuye por África, y desde México a Sudamérica.

## Taxonomía
Lithophila vermiculata fue descrita por Uline ex Millsp. y publicado en Publications of the Field Columbian Museum, Botanical Series 2(1): 39. 1900.
Sinonimia
- Blutaparon vermiculare (L.) Mears
- Achyranthes vermicularis (L.) Elliott
- Blutaparon repens Raf.
- Caraxeron vermicularis (L.) Raf.
- Cruzeta crassifolia Maza
- Gomphrena crassifolia Spreng.
- Gomphrena vermicularis L.
- Illecebrum vermiculatum L.
- Iresine aggregata (Willd.) Moq.
- Iresine crassifolia Moq.
- Iresine vermicularis (L.) Moq.
- Lithophila vermicularis (L.) Uline
- Philoxerus crassifolius Kunth
- Philoxerus vermicularis (L.) R. Br.[2][1]

## Nombres comunes
- verdolaguilla blanca de Cuba, vicho de Cumaná.[3]